# Bayan Nur
Bayan Nur is een stad in de Chinese autonome regio Binnen-Mongolië, op bestuurlijk districtniveau. Het administratieve centrum is gelegen in het district Jining, een voormalige provinciestad. Het district werd gecreëerd op 1 december 2003 met gebieden uit de Liga van Bayan Nur.
Bayan Nur Stad beslaat een gebied van 65.788 km². Het grenst aan  Mongolië in het noorden, Alxa in het westen, Ordos in het zuiden en Baotou in het oosten. Eind 2004 had Bayan Nur 1.79 miljoen inwoners.

## Etnische onderverdeling
Volgens een volkstelling in 2000 telde het gebied 1.682.662 inwoners:
| Etnische groep | Inwoners  | percentage |
| -------------- | --------- | ---------- |
| Han-Chinezen   | 1.579.969 | 93,9%      |
| Mongolen       | 76.368    | 4,54%      |
| Hui            | 19.835    | 1,18%      |
| Mantsjoes      | 4.231     | 0,25%      |
| Tujia          | 560       | 0,03%      |
| Tibetanen      | 393       | 0,02%      |
| Miao           | 224       | 0,01%      |
| Koreanen       | 211       | 0,01%      |
| Yi             | 178       | 0,01%      |
| Daur           | 166       | 0,01%      |
| Overige        | 527       | 0,03%      |

## Administratieve onderverdeling
Bayan Nur is onderverdeeld in een district, twee regios en vier vendels:
- Linhe District (临河区), 2.354 km², 550.000 inwoners (2004), Bayan Nur stadsadministratief centrum;
- Wuyuan County (五原县), 2.493 km², 280.000 inwoners (2004), administratief centrum: Longxingchang (隆兴昌镇);
- Dengkou County (磴口县), 4.167 km², 120.000 inwoners, administratief centrum: Bayangol (巴彦高勒镇);
- Urat Voor (乌拉特前旗), vendel, 7.476 km², 340.000 inwoners (2004), administratief centrum: Ulashan (乌拉山镇);
- Urat Midden (乌拉特中旗), vendel, 22.606 km², 140.000 inwoners (2004), administratief centrum: Haliut (海流图镇);
- Urat Achter (乌拉特后旗), vendel, 24.925 km², 60.000 inwoners (2004), administratief centrum: Bayan Bolig (巴音宝力格镇);
- Hanggin Achter (杭锦后旗), vendel, 1.767 km², 300.000 inwoners (2004), administratief centrum: Shanba (陕坝镇).